# Casapueblo (vivienda)

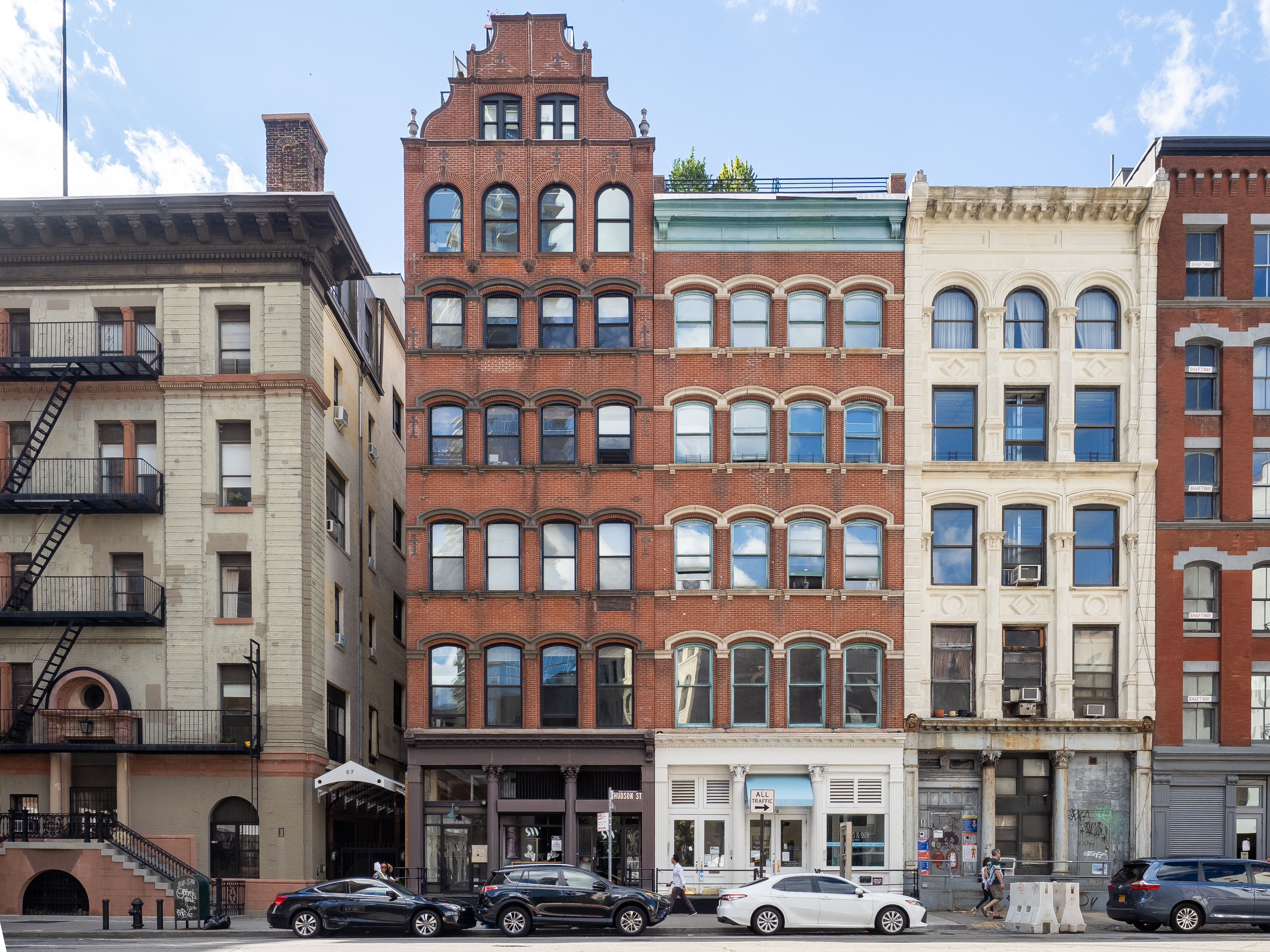
Casapueblos en Manhattan.

Casapueblo (townhouse o townhome en inglés) es un tipo de casa adosada. Un casapueblo moderno suele ser una casa de pequeñas dimensiones distribuida en varias plantas.

## Historia
Históricamente, un casapueblo era la residencia urbana de una familia noble o adinerada, que poseía una o más casas de campo en las que vivía gran parte del año. A partir del siglo XVIII, los terratenientes y sus sirvientes se trasladaban a un casapueblo durante el social (cuando se celebraban los bailes más importantes).

## Europa

### Reino Unido
En el Reino Unido, la mayoría de los casapueblos son casas adosadas. Sólo una pequeña minoría de ellas, generalmente las más grandes, eran unifamiliares, pero incluso los aristócratas cuyas casas de campo tenían terrenos de cientos o miles de acres vivían a menudo en casas adosadas en la ciudad.

## Norteamérica

### Estados Unidos y Canadá
En Estados Unidos y Canadá, un casapueblo tiene dos connotaciones. La más antigua es anterior al automóvil y designa una casa que ocupa poco espacio en una ciudad, pero que, debido a sus múltiples plantas (a veces seis o más), tiene una gran superficie habitable, a menudo con dependencias para el servicio. El pequeño tamaño del casapueblo le permite estar a poca distancia a pie o en transporte público de las zonas comerciales e industriales de la ciudad, pero ser lo bastante lujosa para los residentes ricos de la ciudad.

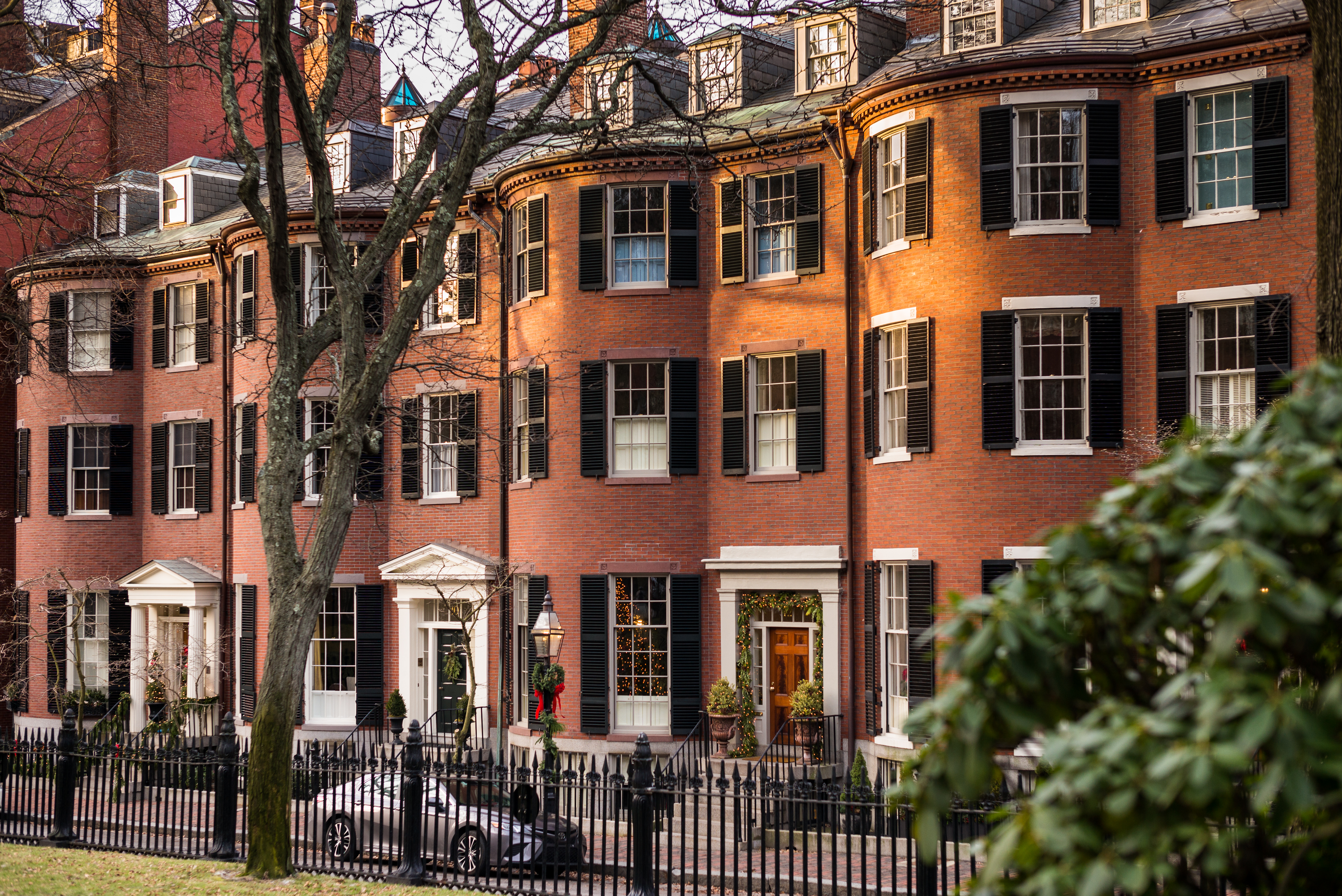
Casapueblo en Beacon Hill, Boston
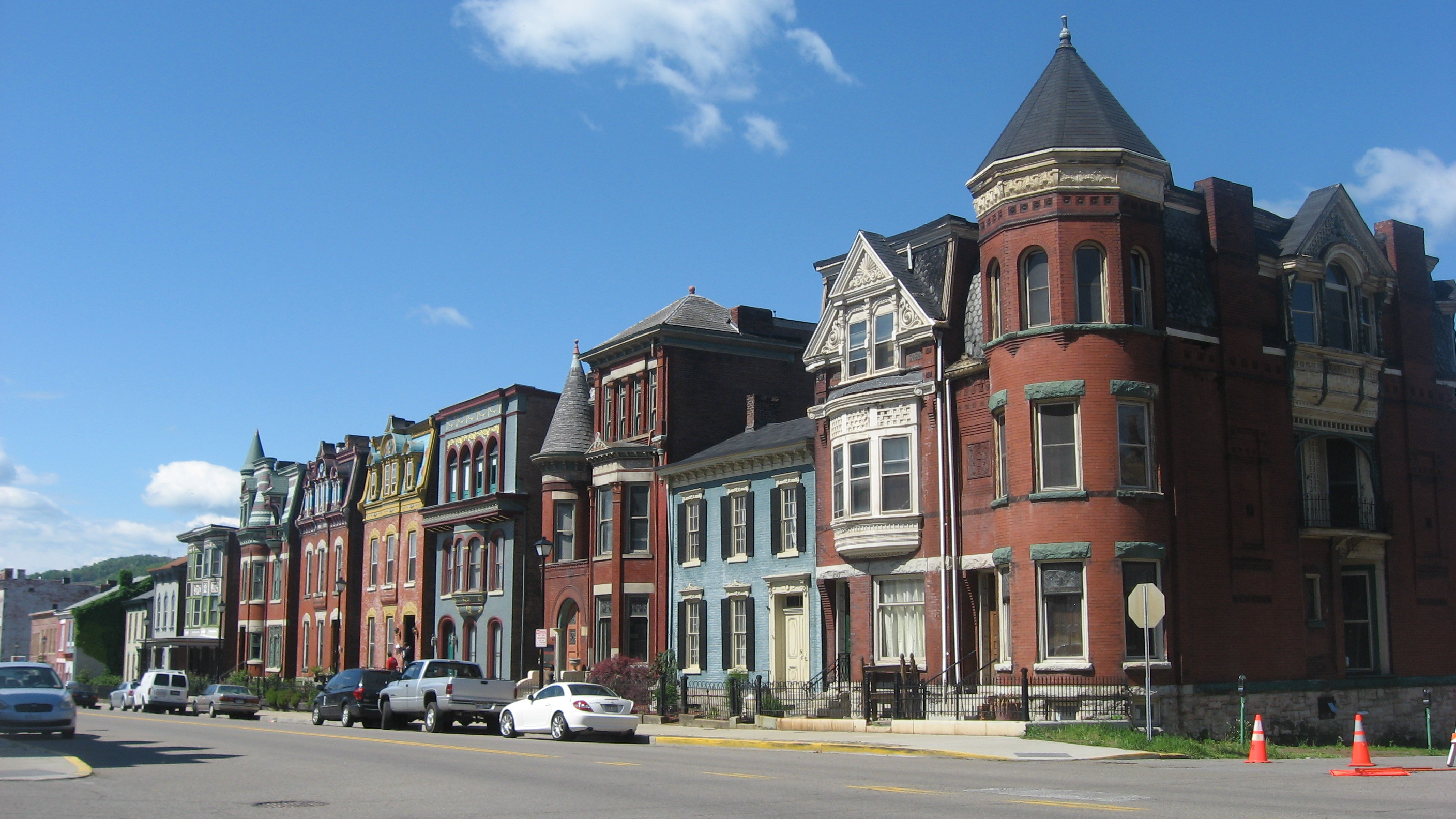
Casapueblos en Wheeling, West Virginia, West Virginia
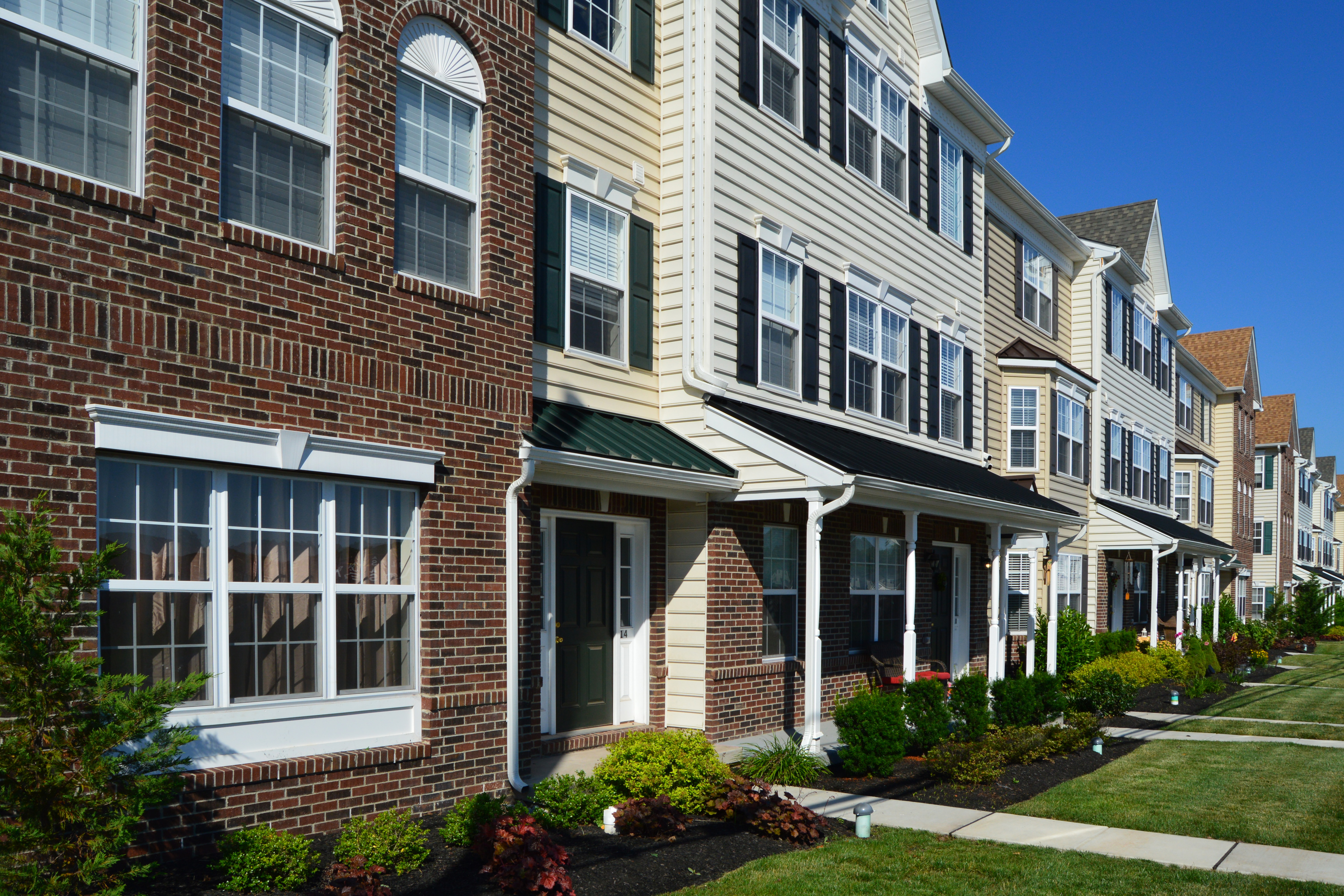
Casapueblos construido en Souderton, Pennsylvania